# 甘諾皮利 (埃米利奇涅區)
50°36′40″N 28°2′41″E / 50.61111°N 28.04472°E
甘諾皮利（烏克蘭語：Ганнопіль），是烏克蘭北部的村莊，隸屬日托米爾州的茲維亞赫爾區。該村面積0.92平方公里，海拔高度223米，2001年人口191，人口密度每平方公里208.52人。